# Upaix
Upaix [ypɛks] est une commune française située dans le département des Hautes-Alpes en région Provence-Alpes-Côte d'Azur. Le village appartient à la série des villages perchés entourés de vallées arboricoles typiques de la vallée du Buëch (Ventavon, Le Poët, Lagrand…) qui ne sont pas sans rappeler l'image identitaire des villages de Haute-Provence.

## Géographie

### Localisation
Le village se situe à proximité de l'axe routier Gap-Sisteron. Il se divise en nombreux hameaux, dont le principal est celui de Rourebeau. Ce dernier est sur l'ancien tracé de la route Napoléon. Il abrite également l'annexe de la mairie. Le village principal est perché sur une colline et offre un magnifique panorama sur l'ensemble de la vallée de la Durance.
Sept communes, dont deux dans le département voisin des Alpes-de-Haute-Provence, sont limitrophes d'Upaix :
| Lazer                           | Ventavon |                                          |
| Laragne-Montéglin               | Upaix    | Thèze, Sigoyer (Alpes-de-Haute-Provence) |
| Mison (Alpes-de-Haute-Provence) | Le Poët  |                                          |

### Climat
Pour des articles plus généraux, voir Climat de Provence-Alpes-Côte d'Azur et Climat des Hautes-Alpes.
En 2010, le climat de la commune est de type climat méditerranéen altéré, selon une étude du Centre national de la recherche scientifique s'appuyant sur une série de données couvrant la période 1971-2000. En 2020, Météo-France publie une typologie des climats de la France métropolitaine dans laquelle la commune est exposée à un climat de montagne ou de marges de montagne et est dans la région climatique Alpes du sud, caractérisée par une pluviométrie annuelle de 850 à 1 000 mm, minimale en été.
Pour la période 1971-2000, la température annuelle moyenne est de 10,3 °C, avec une amplitude thermique annuelle de 17,9 °C. Le cumul annuel moyen de précipitations est de 859 mm, avec 6,8 jours de précipitations en janvier et 4,6 jours en juillet. Pour la période 1991-2020, la température moyenne annuelle observée sur la station météorologique de Météo-France la plus proche, « Laragne Montéglin », sur la commune de Laragne-Montéglin à 5 km à vol d'oiseau, est de 12,0 °C et le cumul annuel moyen de précipitations est de 813,8 mm. 
La température maximale relevée sur cette station est de 41,1 °C, atteinte le 28 juin 2019 ; la température minimale est de −17,4 °C, atteinte le 18 décembre 2010,,.
Les paramètres climatiques de la commune ont été estimés pour le milieu du siècle (2041-2070) selon différents scénarios d'émission de gaz à effet de serre à partir des nouvelles projections climatiques de référence DRIAS-2020. Ils sont consultables sur un site dédié publié par Météo-France en novembre 2022.

### Hydrographie
La commune d'Upaix est bordée à l'est par la Durance, qui entaille profondément les couches sédimentaires de la plaine alluviale en amont du verrou de Sisteron.
A l'est, seuls quelques ruisseaux affluent en direction de la Véragne et du Buëch.
Au sud, Upaix partage avec la commune voisine de Mison un petit lac dit Lac de Mison-Upaix.
Par ailleurs la commune est traversée du nord au sud par le grand canal EDF de la Durance, qui reçoit l'apport d'une dérivation du Buëch par la galerie (enterrée) des Empeyniées.

### Communications et transports
Le territoire communal est traversé du nord au sud, dans sa partie est, par l'autoroute A51 (sans accès sur la commune) et par la RD 1085, doublée, pour la traversée de Rourebeau et du Poët, par la RD 722 qui reprend sur quelques kilomètres le tracé ancien de la Route Napoléon. D'autre part, la commune est traversée d'ouest en est par les routes départementales 22 (Laragne-Montéglin - Rourebeau) et 51 (Lazer - Rourebeau). Les embranchements RD 151 et RD 151L desservent le chef-lieu.
La ligne régionale d'autocars Zou ! n°69 (Marseille - Gap) a un arrêt à Rourebeau. La gare SNCF la plus proche est à Laragne-Montéglin, à 5 kilomètres. L'aérodrome de Gap-Tallard est à 20 kilomètres au nord d'Upaix.

## Urbanisme

### Typologie
Au 1er janvier 2024, Upaix est catégorisée commune rurale à habitat dispersé, selon la nouvelle grille communale de densité à 7 niveaux définie par l'Insee en 2022.
Elle est située hors unité urbaine. Par ailleurs la commune fait partie de l'aire d'attraction de Sisteron, dont elle est une commune de la couronne,. Cette aire, qui regroupe 21 communes, est catégorisée dans les aires de moins de 50 000 habitants,.

### Occupation des sols
L'occupation des sols de la commune, telle qu'elle ressort de la base de données européenne d’occupation biophysique des sols Corine Land Cover (CLC), est marquée par l'importance des territoires agricoles (76,5 % en 2018), en diminution par rapport à 1990 (79,5 %). La répartition détaillée en 2018 est la suivante : 
cultures permanentes (58,6 %), terres arables (11,3 %), milieux à végétation arbustive et/ou herbacée (11,1 %), forêts (8,7 %), zones agricoles hétérogènes (6,6 %), espaces ouverts, sans ou avec peu de végétation (3,4 %), mines, décharges et chantiers (0,3 %).
L'évolution de l’occupation des sols de la commune et de ses infrastructures peut être observée sur les différentes représentations cartographiques du territoire : la carte de Cassini (XVIIIe siècle), la carte d'état-major (1820-1866) et les cartes ou photos aériennes de l'IGN pour la période actuelle (1950 à aujourd'hui).

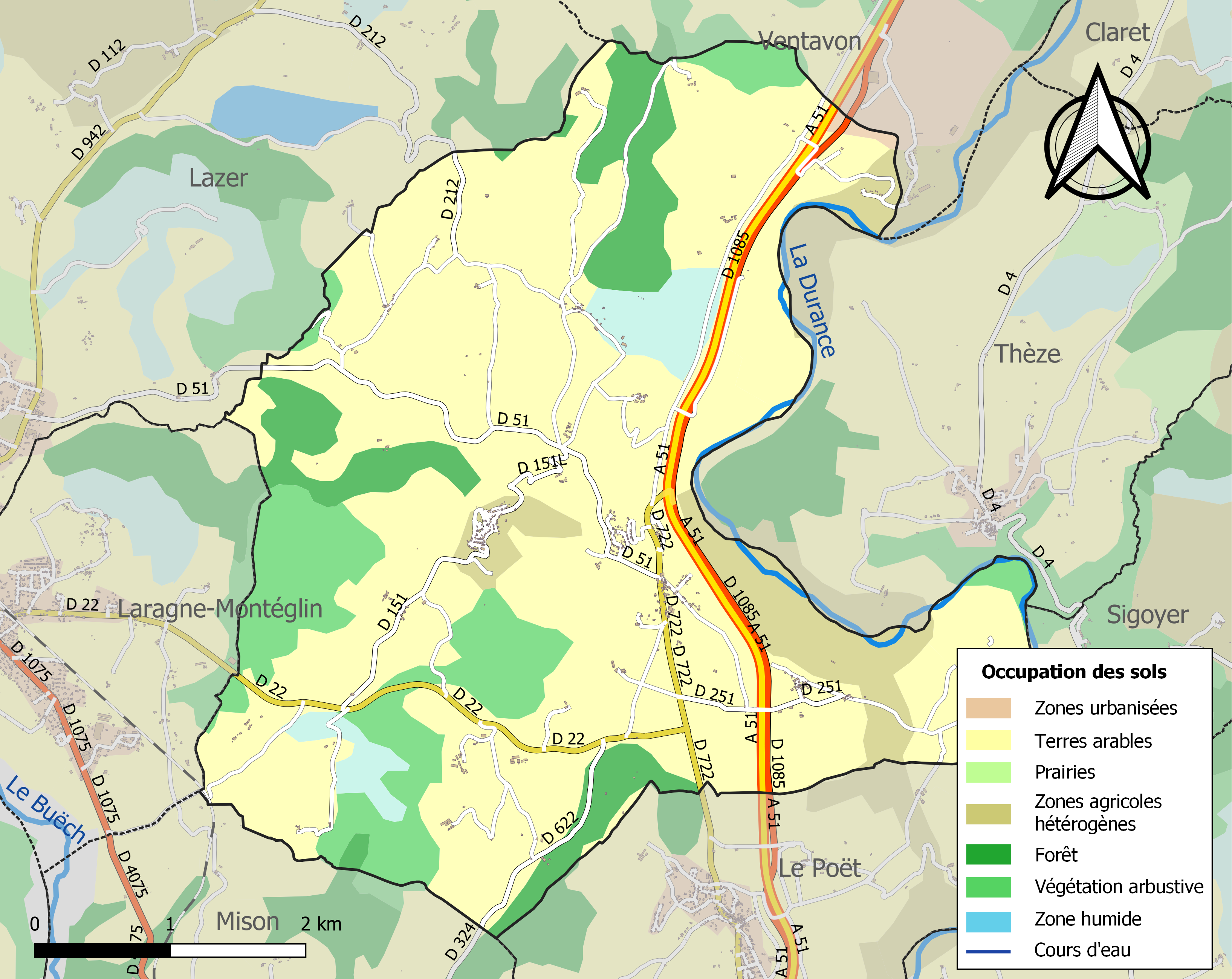
Carte de l'occupation des sols de la commune en 2018 (CLC).

## Toponymie
Le lieu est évoqué sur une inscription latine,  "l'inscription de Ventavon", sous le nom de Pagus Epotius (Pagus étant, dans l'Empire Romain, une circonscription territoriale d'une taille proche à celle de nos cantons). Le sens de l'adjectif epotius est à rapprocher du nom de la déesse Epona. Ce dérivé suppose un substantif epos, epa, qui correspondait au celtique ech, employé alors pour désigner le cheval.
Le nom de la localité est ensuite attesté sous les formes Opaga en l'an 739 sur le cartulaire de Saint-Hugues, Upsal en 1241, diverses formes de Upaysium, Upasium, Upaisium de 1262 à 1494, Upais en 1512.
Upaìs en provençal haut-alpin.

## Histoire
Upaix est un ancien oppidum, ancienne ville gauloise nommée Upaga en 739. Upaix fut le chef-lieu judiciaire, militaire et administratif du Gapençais au XIIIe siècle (siège du bailliage delphinal du Gapençais).
L’église Saint-Jacques dépendait de l’abbaye de Chardavon (actuellement dans la commune de Saint-Geniez), abbaye qui percevait les revenus attachés à cette église.
Un bac permettant de traverser la Durance est établi pour alimenter le moulin à eau, au XVIIIe siècle. Un autre lui succède, de 1857 à 1874.
Le 5 mars 1815, Napoléon, de retour de l'île d'Elbe, fait étape à Rourebeau. Accueilli par le maire Alexandre César Flour de Saint-Genis, ancien des campagnes d'Italie, il déclare : « Je connais le bon esprit des Dauphinois. Je suis tranquille depuis l'heure où j'ai mis le pied sur le territoire des Hautes-Alpes ». Un tableau sur les lieux rappelle cet événement.

## Politique et administration

### Liste des maires
| Période                                  | Période  | Identité        | Étiquette | Qualité                           |
| ---------------------------------------- | -------- | --------------- | --------- | --------------------------------- |
| Les données manquantes sont à compléter. |          |                 |           |                                   |
| maire en 1973                            | ?        | Lucien Roche    | PCF       | Agriculteur                       |
| mars 2001                                | 2014     | Charles Aillaud |           |                                   |
| avril 2014                               | mai 2020 | Abel Jouve      |           | Retraité salarié du secteur privé |
| mai 2020                                 | En cours | Florent Martin, | DVD       | Commerçant                        |

### Intercommunalité
Upaix fait partie :
- de 1995 à 2017, de la communauté de communes du Laragnais ;
- à partir du 1er janvier 2017, de la communauté de communes Sisteronais-Buëch.

## Population et société

### Démographie
L'évolution du nombre d'habitants est connue à travers les recensements de la population effectués dans la commune depuis 1793. Pour les communes de moins de 10 000 habitants, une enquête de recensement portant sur toute la population est réalisée tous les cinq ans, les populations de référence des années intermédiaires étant quant à elles estimées par interpolation ou extrapolation. Pour la commune, le premier recensement exhaustif entrant dans le cadre du nouveau dispositif a été réalisé en 2005.

En 2022, la commune comptait 483 habitants, en évolution de +7,33 % par rapport à 2016 (Hautes-Alpes : +0,4 %, France hors Mayotte : +2,11 %).
| 1793 | 1800 | 1806 | 1821 | 1831 | 1836 | 1841 | 1846 | 1851 |
| ---- | ---- | ---- | ---- | ---- | ---- | ---- | ---- | ---- |
| 700  | 692  | 839  | 766  | 747  | 705  | 715  | 747  | 693  |

| 1856 | 1861 | 1866 | 1872 | 1876 | 1881 | 1886 | 1891 | 1896 |
| ---- | ---- | ---- | ---- | ---- | ---- | ---- | ---- | ---- |
| 685  | 662  | 684  | 661  | 634  | 563  | 547  | 505  | 474  |

| 1901 | 1906 | 1911 | 1921 | 1926 | 1931 | 1936 | 1946 | 1954 |
| ---- | ---- | ---- | ---- | ---- | ---- | ---- | ---- | ---- |
| 454  | 422  | 516  | 628  | 585  | 375  | 360  | 367  | 329  |

| 1962 | 1968 | 1975 | 1982 | 1990 | 1999 | 2005 | 2006 | 2010 |
| ---- | ---- | ---- | ---- | ---- | ---- | ---- | ---- | ---- |
| 324  | 328  | 331  | 284  | 359  | 376  | 400  | 400  | 423  |

| 2015 | 2020 | 2022 | - | - | - | - | - | - |
| ---- | ---- | ---- | - | - | - | - | - | - |
| 456  | 460  | 483  | - | - | - | - | - | - |

### Enseignement
Upaix dépend de l'académie d'Aix-Marseille.
La commune possède une école primaire publique, située à Rourebeau, où 72 élèves sont scolarisés en 2024-25.
Pour le secondaire, les enfants d'Upaix sont accueillis au collège Les Hauts-de-Plaine, à Laragne-Montéglin, qui dispose d'un internat.

### Santé
L'hôpital local de Laragne est situé à 5 km.
Le Centre Hospitalier le plus proche est celui de Sisteron, à 19 km. 

## Culture locale et patrimoine

### Lieux et monuments
- L'église Notre-Dame-de-la-Nativité (XIVe et XVIIe siècles), inscrite à l'inventaire des Monuments historiques depuis 1941[28], restaurée en 2001.
- La chapelle Saint-Sébastien des Pénitents blancs d'Upaix, datant de 1638 (restaurée en 1992), à utilisation culturelle (a notamment accueilli une démonstration de dentellières au fuseau le 15 août 2008). Sur son fronton, on peut admirer un cadran solaire dont la devise est : « Toi qui me regardes, écoute : accorde le rythme de ton cœur aux battements de mes instants. Comprends-tu maintenant comme il est temps d'aimer. »
- Le porche en arc brisé datant du XIVe siècle, qui constitue l'entrée du bourg. Il fait partie de la demeure seigneuriale de la famille Amat, château racheté depuis par un particulier, avec une cage d'escalier ornée de gypseries. L'intérieur est inscrit à l'inventaire des Monuments historiques depuis 1949, la totalité de l'édifice depuis 2003[29].
- La tour médiévale, située au sommet du village, qui permet d’avoir un panorama à 360° sur le Laragnais, le Val de la Durance et les montagnes environnantes.
- La commune possède quelques vieux cabanons. Dans son étude sur l'habitat rural, Fernand Benoit envisage à la fois le cas du pastoralisme et celui du sédentarisme. Dans le premier cas, ils prennent l'aspect d'un jas en pierre sèche ou d'une cabane édifiée en matériaux composites. Ce refuge servait à la fois d'abri et de laiterie. Pour le paysan sédentaire, il servait d'habitat aménagé près de son champ. Ils avaient aussi un rôle d'affirmation sociale pour le paysan. Ils étaient considérés comme « le signe de la propriété sur une terre qu'il entendait distinguer du communal »[30].

Ce patrimoine est mis en valeur par l’association locale Castrum de Upaysio, notamment au travers de panneaux descriptifs auprès de chaque monument, et de visites guidées.

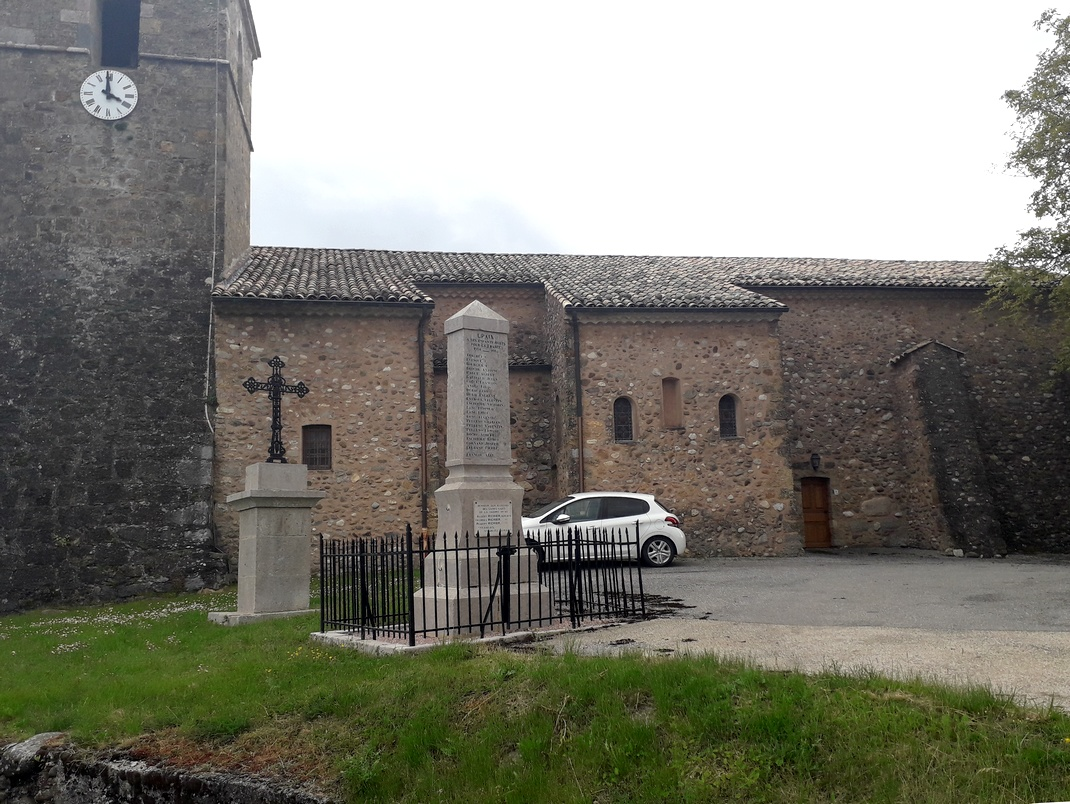
L'église.
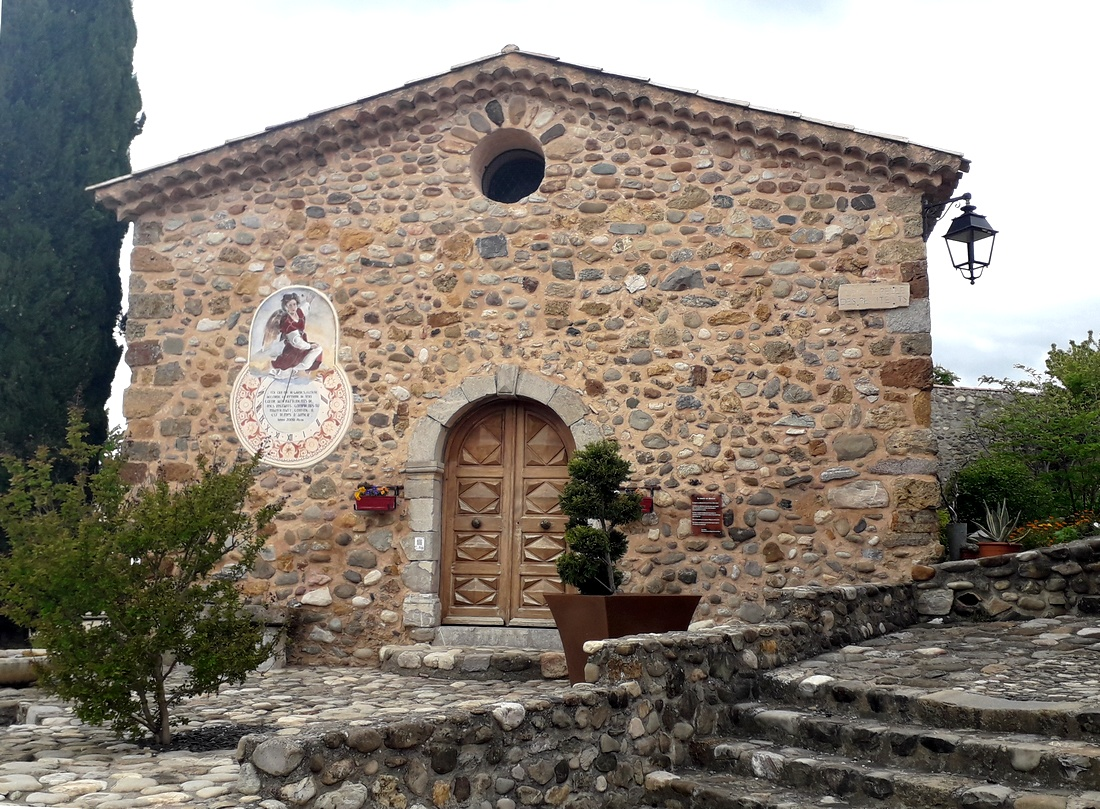
La chapelle Saint-Sébastien
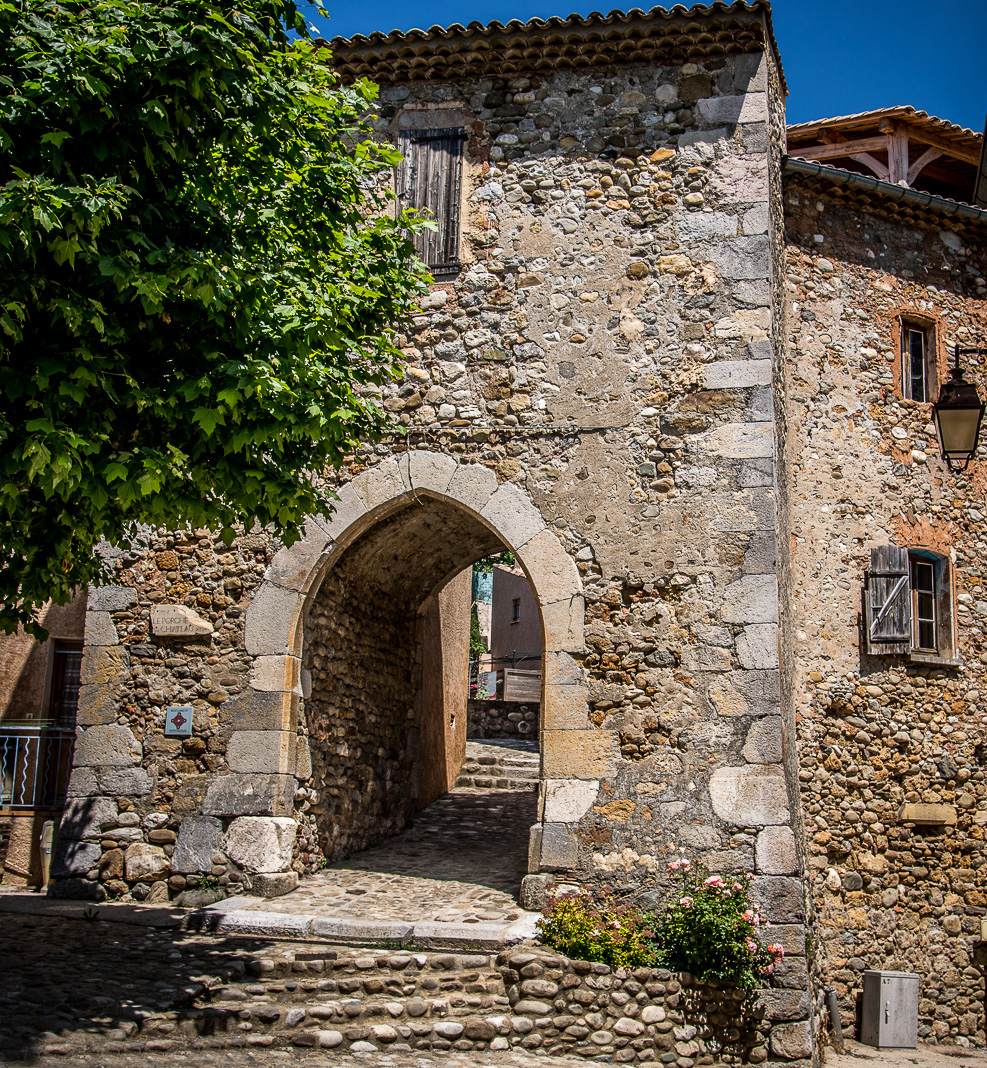
L'entrée du château.
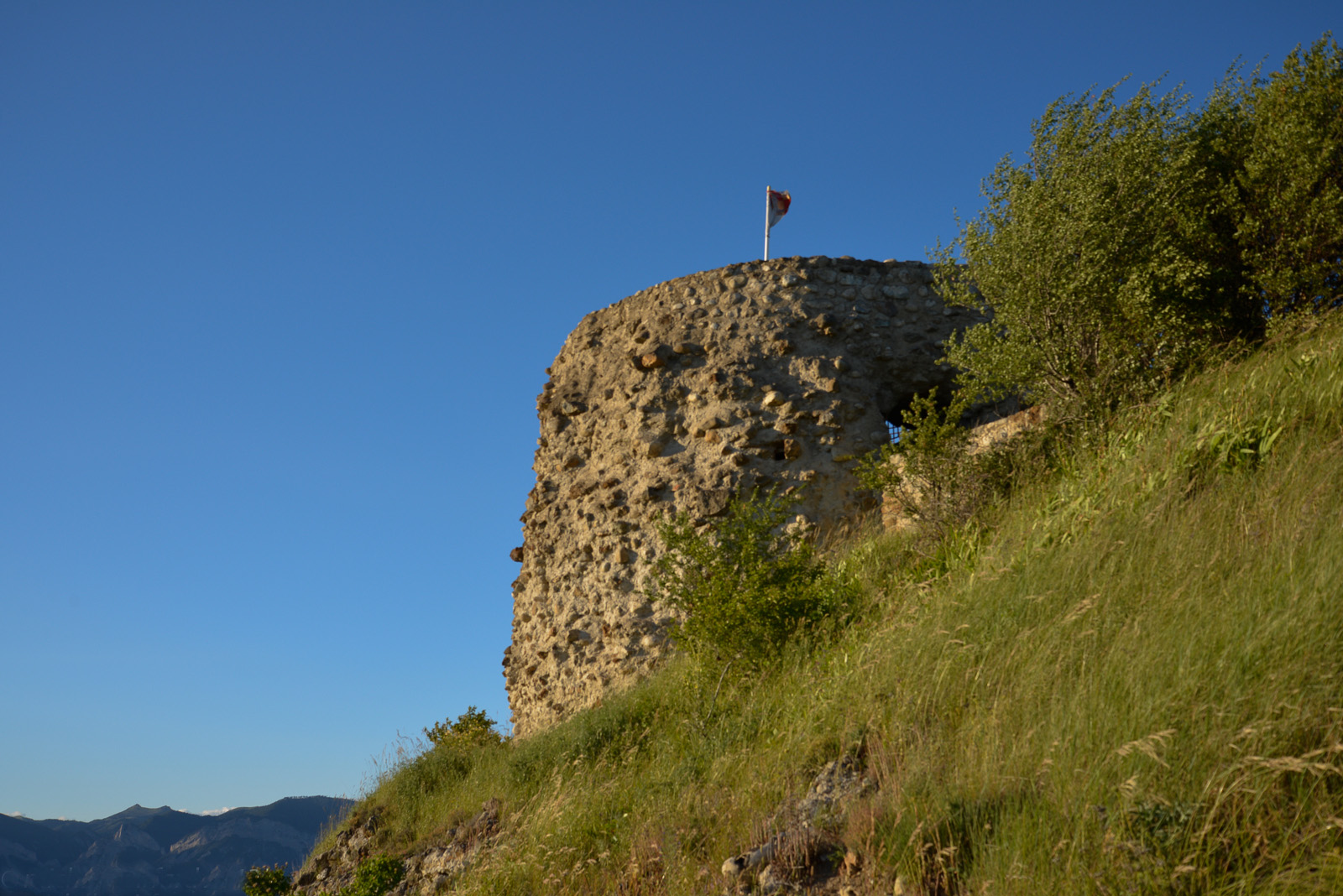
La tour.

### Personnalités liées à la commune
- François Augustin Regnier de Jarjayes (1745-1822), maréchal de camp des armées de la Révolution y est né.
- Roche Célestin : le poète mathématicien, né le 17 août 1819 à Upaix, décédé le 6 mars 1861 (à 41 ans) à Embrun. Agent-voyer d'arrondissement à Embrun, il consacra ses loisirs à la littérature. Doué d'un véritable génie poétique, il fut un membre actif de l'Académie Flosalpine. Il lut à la séance solennelle du 12 juillet 1859 une ode Le génie des Alpes. Il correspondit avec Lamartine, Béranger entre autres. Certaines de ses poésies comme des travaux scientifiques ont été reprises dans le bulletin de la Société d'étude de 1888 à 1900.

La place d'Embrun, où il résidait, porte son nom.

### Héraldique
| Blason de Upaix | Blason  | Écartelé : au 1er et au 4e de gueules à un senestrochère d'argent tenant une épée d'or, au 2e et au 3e d'or à un loup ravissant d'azur. |
| Blason de Upaix | Détails | Le statut officiel du blason reste à déterminer.                                                                                        |